# Hetchins

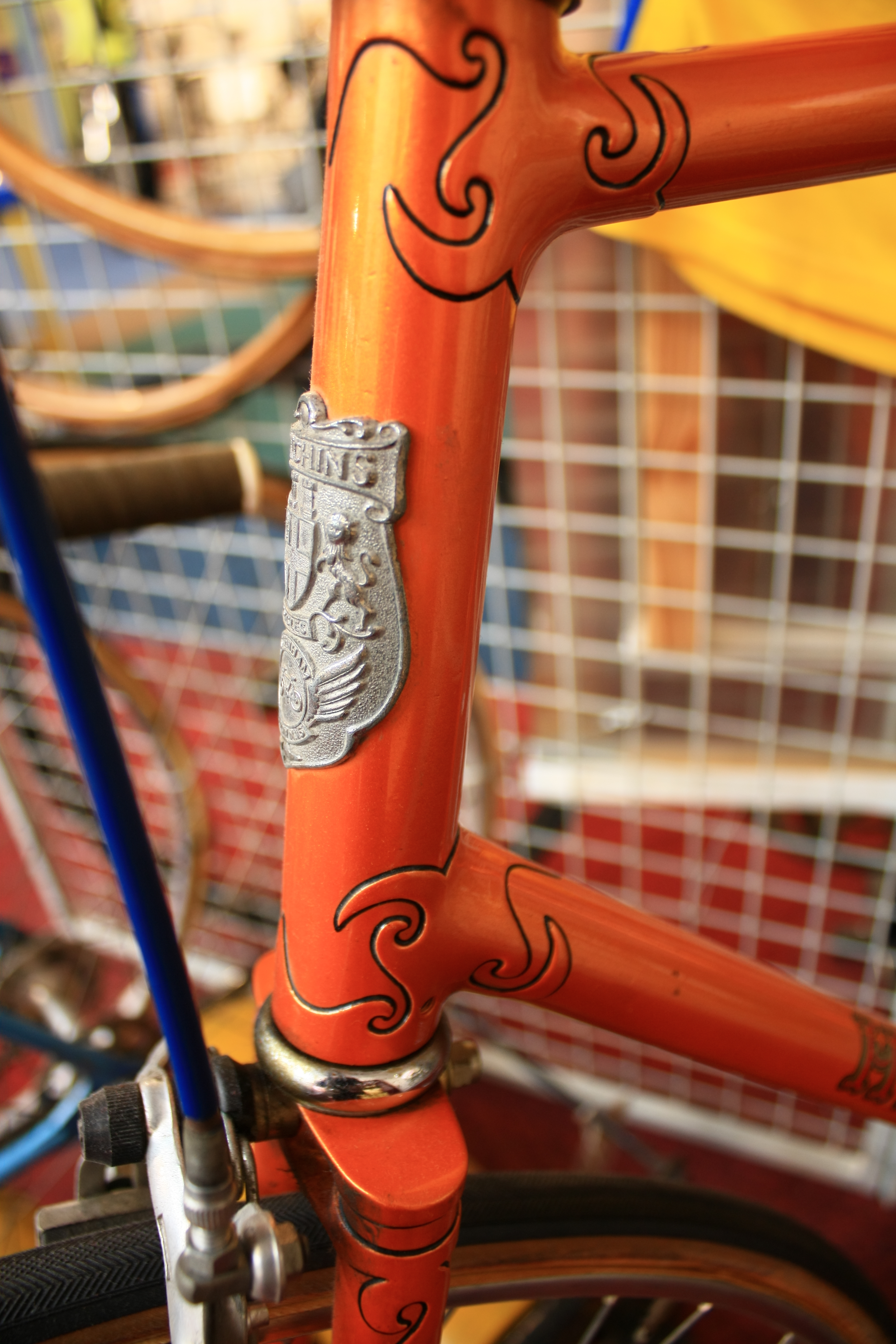
Steuerkopfschild eines Hetchins-Rades im Coventry Transport Museum

Hetchins ist eine englische Fahrradmarke, die seit 1934 existiert.
Gegründet wurde das Unternehmen von Hyman Hetchin, der als Sohn von Lazarus und Leah Hetchin am 20. Dezember 1894 in Russland geboren wurde. 1917 kam er nach Großbritannien, mutmaßlich als Flüchtling vor der Revolution in Russland, und ließ sich im Londoner East End nieder. 1918 heiratete er in der Synagoge und gab seinen Beruf als „Bügler“ an. Die Familie zog nach South Tottenham in ein Haus, in dem Hetchin ein Geschäft für Grammofone eröffnete.
Hetchin, der 1927 britischer Staatsbürger wurde, war begeisterter Fahrradfahrer. Wann er genau begann, mit Fahrrädern zu handeln, ist unbekannt. 1932 kaufte er das Nachbargelände neben seinem bisherigen Ladengeschäft, um dort einen Laden für Fahrräder zu eröffnen, die er bisher nebenbei verkauft hatte. 1934 wurde er Händler für Fahrräder von BSA, Raleigh, Rudge, Humber und Hercules, verkaufte aber auch schon Räder mit seinem eigenen Namen, die er von einem örtlichen Rahmenbauer produzieren ließ. 1934 nahm er Jack Denny als Partner in die Firma auf, der ihm einen Entwurf für ein Fahrrad mit federndem Hinterbau vorgelegt hatte. Hetchin erkannte das Potential dieses Modells und ließ es patentieren, das erste Patent von mehreren. Zudem wurden Räume für Werkstätten angemietet. Denny wurde der kreative Kopf des Unternehmens, sein Kompagnon Hetchin vermarktete und verkaufte die Räder.

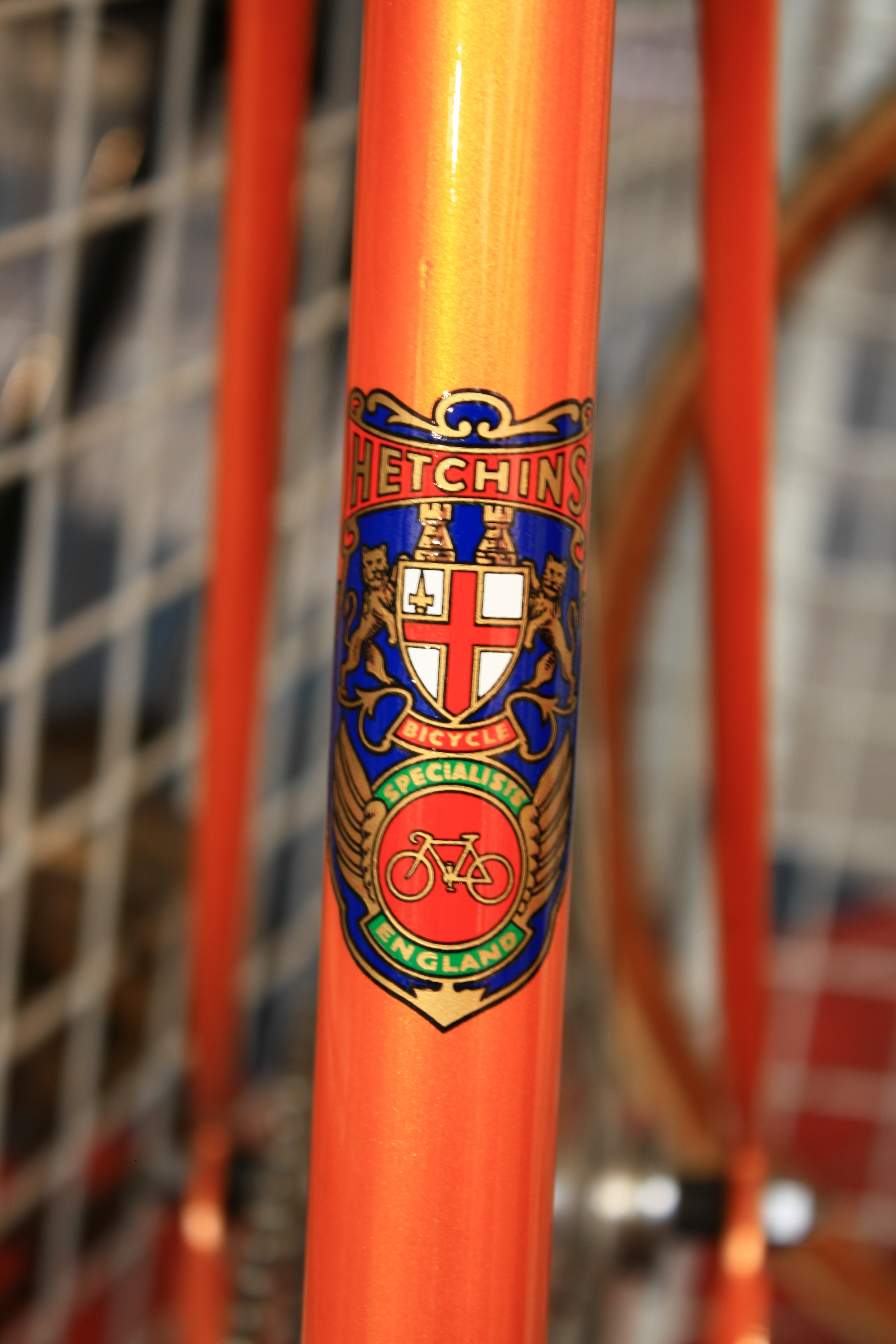
Das Firmenlogo von Hetchins

Die Fahrradmodelle von Hetchins wurden schnell erfolgreich. Ihr Markenzeichen war ein federnder Hinterbau mit geschwungenen Streben, die das Fahren auf unebenen Straßen leichter machen sollten. Die Räder trugen ein Logo mit dem Wappen von London. Der Handel mit Fahrrädern lief so gut, dass Hetchins den Verkauf von Grammofonen aufgab und das gesamte Unternehmen 1936 in größere Räumlichkeiten umzog. Im selben Jahr stellte das Unternehmen seine Räder auf der Bicycle and Motor Cycle Show in London aus. 
1937 stattete die Firma Hetchins den Deutschen Toni Merkens, der am Sechstagerennen in Wembley teilnahm, mit einem Rad aus. Hetchins nutzte Merkens für Werbung: Auf einem Foto war der deutsche Rennfahrer in einem Trikot mit einem Hakenkreuz zu sehen. Insgesamt versorgte Hetchins neun Fahrer bei diesem Sechstagerennen, darunter Piet van Kempen und Cor Wals. 1939 war das Unternehmen in Touren- und Rennrädern führend in Großbritannien.
Hyman Hetchin starb 1961 im Alter von 70 Jahren und sein Sohn Alfred übernahm das Unternehmen, Jack Denny war bis 1986 als Rahmendesigner und -bauer aktiv, er starb 1991. 1985 verkaufte Alfred Hetchin das Geschäft. Heute (2013) werden noch rund zwölf Rahmen pro Jahr als Hetchins verkauft.